# NGC 2690
NGC 2690 је спирална галаксија у сазвежђу Хидра која се налази на NGC листи објеката дубоког неба.
Деклинација објекта је - 2° 36' 13" а ректасцензија 8h 52m 38,0s. Привидна величина (магнитуда) објекта NGC 2690 износи 13,3 а фотографска магнитуда 14,1. NGC 2690 је још познат и под ознакама UGC 4647, MCG 0-23-8, CGCG 5-20, PGC 24926.